# Docklands Light Railway
Pour les articles homonymes, voir DLR.
Le Docklands Light Railway ou DLR est un réseau de métro à petit gabarit situé à Londres au Royaume-Uni.
Le DLR est intégré dans le réseau de transport londonien et assure notamment la desserte du quartier des Docklands, dont il accompagne le renouvellement urbain. Mis en service à partir 1987, il circule principalement en surface et réutilise d'anciennes infrastructures ferroviaires. Le réseau s'est progressivement étendu sur les deux bords de la Tamise jusqu'à compter aujourd'hui 45 stations pour 38 km de ligne. L'infrastructure est la propriété de Transport for London (TfL) avec une exploitation confiée à une filiale de Keolis.

## Historique

### Chronologie
- 31 août 1987 : ouverture entre Tower Gateway et Island Gardens avec une branche au nord vers Stratford;
- 29 juillet 1991 : ouverture à l'ouest de la branche vers Bank;
- 28 mars 1994 : ouverture à l'est d'une branche entre Poplar et Beckton et reconstruction du triangle de Poplar ;
- 11 janvier 1999 : fermeture de la section entre Crossharbour et Island Gardens en vue du prolongement vers Lewisham;
- 3 décembre 1999 : prolongement au sud de Crossharbour à Lewisham et relocalisation de la station Island Gardens;
- 2 décembre 2005 : ouverture à l'est d'une branche entre Canning Town et King George V;
- 12 janvier 2009 : prolongement de King George V à Woolwich Arsenal;
- 31 août 2011 : ouverture à l'est d'une branche entre Canning Town et Stratford international[1].

### Origines du projet
Autrefois la porte d'entrée de l'Angleterre pour le commerce mondial, les docks situés à l'est de Londres deviennent inadaptés à partir des années 1960 en raison de l'essor des conteneurs. En 1966, le London & Blackwall Railway, qui en assurait la desserte, ferme faute de trafic.
Dès les années 1970, les autorités cherchent donc à redévelopper le secteur des Docklands, transformé en vaste friche industrielle. En 1974 le Greater London Council forme une commission dont le but est de réfléchir au réaménagement du secteur. Celle-ci envisage sa desserte par un métro léger partant de la station de métro Tower Hill ou bien de la gare de Fenchurch Street. En 1976 un nouveau rapport propose que les Docklands soient desservis par la phase II de la Jubilee line, alors en construction entre Stanmore et Charing Cross. Ce schéma est cependant abandonné en 1979 à la suite de l'arrivée au pouvoir du gouvernement Thatcher, qui demande de rechercher une solution moins onéreuse.
En 1981, London Transport opte donc finalement pour une ligne de métro léger qui suivrait principalement la Great Eastern line avant de traverser l'Isle of Dogs. Un terminus souterrain à Tower Hill, en correspondance directe avec le métro de Londres, est jugé trop onéreux et est abandonné au profit d'un terminus aérien à Tower Gateway. La ligne doit traverser le secteur de Canary Wharf, alors vierge de toute construction mais amené à connaître un développement massif. Entre Poplar et Stratford elle doit utiliser la plateforme abandonnée d'une ancienne voie ferrée.
Les travaux débutent finalement en 1985 pour un coût de 77 millions de livres et la construction du réseau de 13 km s'achève en 1987. Il est inauguré le 30 juillet 1987 par la reine Elisabeth II et mis en service le lendemain.

### Premières années d'exploitation (1987 - 1990)
A son ouverture, le DLR propose deux services partant tous les deux de Island Gardens et se dirigeant alternativement vers Tower Gateway et vers Stratford. La jonction, située au niveau de Poplar, prend la forme d'un triangle. Le réseau est équipé de 11 rames de deux voitures construites par Like-Hoffmann-Busch, entièrement automatiques. Un agent est cependant présent à bord afin de vérifier les tickets, contrôler la fermeture des portes et faire des annonces aux passagers. Les stations, toutes aériennes, sont dimensionnées pour n'accueillir que des rames en unité simple. Elles sont toutes construites sur le même modèle avec une canopée cylindrique de couleur bleue recouvrant une partie des quais.

### Extensions vers la Cité de Londres et les Royal Docks (1991 - 1994)
Le DLR avait initialement été conçu à l'économie et disposait d'aménagements minimaux. Avec le développement rapide des Docklands, le réseau est cependant vite victime de son succès : le trafic dépasse les prévisions et la capacité de transport se révèle insuffisante. Le terminus de Tower Gateway est critiqué en raison de son absence de liaison directe avec le métro. Par conséquent, il est décidé d'allonger les stations pour accueillir des trains en unité double et de prolonger la ligne par un tunnel jusqu'à la station Bank, dans la Cité de Londres. Cette extension est inaugurée en 1991 et Tower Gateway se retrouve dès lors sur une branche. Le matériel roulant initial, ne répondant pas aux normes pour circuler en souterrain, ne peut pas accéder à la station Bank et est par conséquent retiré du service. Il est vendu au réseau de métro léger de Stuttgart.
Le développement du quartier d'affaires de Canary Wharf entraîne la reconstruction de la station du même nom, devenue inadaptée. D'un simple arrêt à deux voies et deux quais, elle est transformée en une station disposant de trois voies et trois quais, recouverte d'une voûte monumentale. En 1994, une troisième branche est ouverte depuis Poplar en direction de Beckton. Sa mise en service entraîne la modification du triangle de Poplar avec l'aménagement d'un saut-de-mouton pour séparer les flux.

## Matériel
DLR est exploité avec des rames bidirectionnelles à conduite automatique.
Les trains roulent à gauche comme tous les métros et trains en Angleterre.
| Série | Livraison | Suppression                | Constructeur                     | Nombre de rame | Numéros     | Illustration |
| ----- | --------- | -------------------------- | -------------------------------- | -------------- | ----------- | ------------ |
| P86   | 1987      | 1995 (transférées à Essen) | Linke-Hofmann-Busch              | 11             | 01-11       |              |
| P89   | 1989      | 1995 (transférées à Essen) | British Rail Engineering Limited | 10             | 12-21       |              |
| B90   | 1991      | en service                 | Bombardier                       | 23             | 22-44       |              |
| B92   | 1993      | en service                 | Bombardier                       | 47             | 45-91       |              |
| B2K   | 2001      | en service                 | Bombardier                       | 24             | 92-99 01-16 |              |
| B07   | 2008      | en service                 | Bombardier                       | 55             | 101-155     |              |

## Branches

### Branche ouest
Dans Londres, deux terminus assurent les départs de services différents:
- Bank, dans la City, le quartier d'affaires ;
- Tower Gateway, près de Tower Hill la station desservant la Tour de Londres.

Puis, en proche banlieue:
- Shadwell
- Limehouse, en correspondance avec le chemin de fer.
- Westferry, lieu de la première bifurcation.

### Branche sud
Cette branche dessert l'île aux Chiens (Isle of Dogs) et les anciens docks du quartier West India. Cette zone est devenue un centre d'affaires avec immeubles hauts et quelques gratte-ciel. L'acheminement des nombreux employés de cette zone est assuré par sept arrêts parfois très rapprochés:
- West India Quay
- Canary Wharf, correspondance avec la Jubilee line de l'Underground.
- Heron Quays
- South Quay
- Crossharbour
- Mudchute
- Island Gardens, ancien terminus de la branche, à l'extrémité nord du tunnel piétonnier sous la Tamise aboutissant à Greenwich.

Maintenant prolongée, la ligne traverse en souterrain la Tamise et passe sur la rive droite:
- Cutty Sark : desserte du site maritime de Greenwich déclaré patrimoine mondial par l'UNESCO.
- Greenwich, correspondance avec le réseau ferré.
- Deptford Bridge
- Elverson Road
- Lewisham, correspondance avec le réseau ferré.

### Branches est
- Poplar au croisement des deux axes nord et sud du DLR.
- Blackwall
- East India
- Canning Town en correspondance avec la Jubilee line.

La branche orientale se divise en deux sous branches à l'est de la station Canning Town

#### Branche estCanning Town - Beckton
- Royal Victoria
- Custom House qui est en accès direct vers l'ExCEL.
- Prince Regent
- Royal Albert
- Beckton Park
- Cyprus
- Gallions Reach
- Beckton

#### Branche estCanning Town - Woolwich Arsenal
- West Silvertown
- Pontoon Dock
- London City Airport
- King George V
- Woolwich Arsenal

#### Branche est-nordBeckton/Woolwich Arsenal - Stratford international
- Canning Town (correspondance :Canning Town (métro de Londres))
- Star Lane,
- West Ham (correspondance : gare de West Ham et West Ham (métro de Londres)),
- Abbey Road,
- Stratford High Street,
- Stratford (correspondance : gare de Stratford et Stratford (métro de Londres)),
- Stratford International (correspondance avec la gare de Stratford International).

Cette branche ouverte en 2011 a été créée pour relier la gare de Stratford International (Eurostar, Southeastern) au parc olympique pour les Jeux Olympiques de Londres en 2012

### Branche nord
À partir de Poplar :
- All Saints,
- Langdon Park,
- Devons Road,
- Bow Church (correspondance : Bow Road (métro de Londres)),
- Pudding Mill Lane,
- Stratford (correspondance : gare de Stratford et Stratford (métro de Londres)).